# 曻地三郎
曻地 三郎（しょうち さぶろう、1906年（明治39年）8月16日 - 2013年（平成25年）11月27日、旧姓：山本）は、日本の教育者、教育学者。教育学・心理学・精神医学が専門。日本初の知的障害児通園施設しいのみ学園を設立、運営した。
福岡教育大学教育学部教授、韓国社会事業大学（現大邱大学校）教授・大学院長、社会福祉法人しいのみ学園理事長兼園長を歴任。関西大学法学士、広島文理科大学文学博士、九州大学医学博士。福岡教育大学名誉教授、韓国・建陽大学校名誉教授、中国・長春大学名誉教授、上海・華東師範大学名誉教授、モスクワ心理教育大学名誉教授。大韓民国国民勲章受章、ペスタロッチー教育賞受賞。吉川英治文化賞受賞。朝日社会福祉賞受賞。正四位。

## 経歴
1906年（明治39年）、北海道釧路市にて山本長八・かよの次男（9人兄弟）として生まれる。父・長八は山口県熊毛郡上関村（現・上関町）祝島出身で、大日本帝国陸軍旭川27連隊中隊長などを務めた軍人。母・かよは広島県安佐郡長束村（現・広島市安佐南区）出身。
1913年（大正2年）、温かい土地で子育てをしたいという思いから父が軍隊を辞め、三郎が6歳のとき一家で、父の郷里・山口県祝島に転居。山口県熊毛郡上関村立祝島尋常小学校（現・上関町立祝島小学校）1年へ入学し、一年を過ごす。
1914年（大正3年）、広島の佐竹製作所（現・サタケ）を経営する家に嫁いだ伯母を頼り、一家で広島県賀茂郡寺西村（現・東広島市西条町寺家）に転居。父は佐竹製作所に勤務。兄とともに賀茂郡寺西村立寺西尋常高等小学校（現・東広島市立寺西小学校）に転入する。小学校では学力優秀の証書を得る。
1920年（大正9年）、旧制山口県岩国中学校（現・山口県立岩国高等学校）に入学。幼少時に牛乳を飲んだ際に中毒となり以後身体虚弱で、父が軍人だったため優先入学だった広島陸軍幼年学校にも1次の身体検査で落ちる。旧制広島第一中学校（現・広島県立広島国泰寺高等学校）に落ちる。
1922年（大正11年）、広島師範学校（現・広島大学）に入学。
1926年（大正15年）、広島師範学校卒業後、19歳から原田尋常高等小学校（現・安芸高田市立来原小学校）で教職に就く。
1928年（昭和3年）、広島高等師範学校専攻科（現・広島大学大学院）に進学。心理学に興味を持つ。弁論部に所属。
1931年（昭和6年）、広島高等師範学校卒業後、広島文理科大学助手を経て、主任教授の依頼で、11月より大阪の泉北郡浜寺石津尋常小学校（現・堺市立浜寺石津小学校）教員となる。大学に残りたいと考えていたため、落ち込む。1934年（昭和9年）の室戸台風の際には、校舎が倒壊するなどの被害を受ける中、生徒を保護した。
1934年（昭和9年）、広島高等師範学校時代の下宿の女将の紹介でお見合いをし、29歳で岩国市新港で造り酒屋や船問屋を営む家の娘だった露子と結婚。広島の料亭・栄助楼で挙式。
1936年（昭和11年）、長男・有道が生まれる。同年、小学校教員を辞職し、広島文理科大学心理学科に進学、教育心理学を学ぶ。翌1937年（昭和12年）、長男・有道、生後11ヶ月のときに、高熱を出し脳性小児麻痺にかかる。
1937年（昭和12年）、関西大学法学部を卒業。
1939年（昭和14年）、広島文理科大学卒業。岩国高等女学校（現・山口県立岩国高等学校）教員となる。同時に、妻・露子の実家の家業に従事しながら、長男の治療のため九州帝国大学医学部附属病院（現・九州大学病院）の小児科に通う。同年、妻・露子の父が死去。
1940年（昭和15年）、福岡に転居し、福岡県女子師範学校（現・福岡教育大学）専攻科主任に着任。その後、改組された福岡第一師範学校の教員も務める。
1944年（昭和19年）、長女・邦子が生まれる。
1945年（昭和20年）福岡県女子師範学校の校舎が空襲で消失し、福岡学芸大学（現・福岡教育大学）久留米分校教授。久留米大学医学部講師（心理学）。
1947年（昭和22年）、次男・照彦が生れる。しかし、長男同様、1歳を向える直前に脳性小児麻痺となる。
1948年（昭和23年）、妻・露子の実家・曻地家の指定相続人となり、山本姓より曻地姓へ改姓。
1949年（昭和24年）、福岡学芸大学（現・福岡教育大学）・福岡第二師範学校に着任する。1951年（昭和26年）には、福岡学芸大学本校教授に。
1952年（昭和27年）、九州大学医学部へ内地留学。専修科を修了し、精神医学を学ぶ。
1954年（昭和29年）、郊外（筑紫郡曰佐村。現・福岡市南区井尻）の家の隣に1000坪を購入し、妻の実家の造り酒屋などを売却した金で養護学校「しいのみ学園」を設立。障害児教育に挺身するが、2年後に違法行為があったとして認可取消処分を受ける。当時はまだ学校教育法に基づく養護学校（現在の特別支援学校）制度が整備されていなかった時代であっただけに、日本初の障害児のための教育施設として注目を集めた。長男・有道は、校務員として働いていたが、1960年（昭和35年）に掘りごたつに落ちて大やけどを負って以来寝たきりとなってしまった。
1956年（昭和31年）、九州大学から医学博士の学位を取得（第3378号）。1874年（明治7年）からの100年間で、森鷗外に続き2人目の医学博士と文学博士の両学位を有する者となる。同年、広島文理科大学からペスタロッチ賞を授与される。
1970年（昭和45年）福岡教育大学を定年退職し、韓国社会事業大学（現大邱大学校）教授・大学院長に就任。
1976年（昭和51年）、70歳のとき、やけどのため寝たきりだった長男・有道が39歳で他界。
1978年（昭和53年）、翌年4月の養護学校義務教育制にともない、社会福祉法人しいのみ学園に改組。同理事長兼園長に就任。なお同園は現在、養子である曻地勝人元福岡教育大学障害児教育講座教授が理事長を務める。
1980年（昭和55年）、長年にわたり、夫妻協力して心身障害児教育に挺身し、｢早期発見｣｢早期教育｣にすぐれた成果をあげているとして、妻・露子とともに吉川英治文化賞を受賞。
1996年（平成8年）、20年間看病をしていたパーキンソン病の妻・露子が86歳で他界。
2002年（平成14年）、麻痺が進んで45歳から寝たきりだったに次男・照彦が2002年（平成14年）55歳で他界。同年、韓国・大邱大学校に曻地奨学基金を寄贈。読売新聞社主催ニューエルダーシチズン大賞受賞。
2003年（平成15年）春、長女・邦子が58歳で他界。邦子は広島大学教育学部卒業後、しいのみ学園で言語治療に従事していた。
2004年（平成16年）中国長春市の解放大路小学校と共同して、障害児教育のための「しいのみクラス」を同小学校内に設置。
2005年（平成17年）、数えの100歳を期して、世界一周講演旅行を始め、以後毎年続けている。この年はアメリカ・イギリスをはじめ9カ国を訪問、アメリカ・コロンビア大学、イギリス・ケンブリッジ大学、ドイツ・ハイデルベルク大学などで講演。
2006年（平成18年）は、中国上海・華東師範大学、アメリカ・ハーバード大学、フランス・ユネスコ、シンガポール日本人学校、香港・創価幼稚園などを訪問、講演。
2007年（平成19年）には、広島大学からペスタロッチー教育賞を受賞。ハワイ大学・附属幼稚園、ブラジル・公文教育研究会、ロシア・モスクワ心理教育大学、中国・長春大学などで講演。映画「しいのみ学園」中国語吹き替え版封切試写会開催（宮本雄二中国大使挨拶）。
2008年（平成20年）、2月に台北を訪問、台湾SGI、国立台湾師範大学で講演。8月4日から9月12日までは、国連本部、カナダ、ブラジル・日本人会、サンパウロ大学、アフリカ・セネガル文部省、ドイツ・ベルリン大学、フィンランド・教育省、スウェーデン、トルコなど連続4年世界一周講演旅行。
2010年（平成22年）5月3日、韓国政府より国民勲章を受章。同年、福岡県後期高齢者医療広域連合から「健康長寿マイスター」に任命されている。
2011年（平成23年）11月28日、本人の反対を押し切って出されたしいのみ学園理事長の申立により、福岡高等裁判所から保佐開始決定がされ、2012年（平成24年）2月しいのみ学園理事及び園長から退任。8月16日、「公共交通機関を利用して世界一周をした最高齢者」としてギネス世界記録に認定された。同年11月28日、ベストドレッサー賞2012・特別賞を受賞。
2013年（平成25年）7月養女により福岡家庭裁判所に対し、保佐の審判の取消申立が出された。同年7月から8月にかけて肺炎のため入院するも回復。同年11月5日に関西学院大学東京丸の内講座で講演を行い、11月10日にはみやま市健康福祉フェスタで講演、11月14日にも久留米市内で久留米市老人クラブ福祉大会健康長寿講演会での講演を行ったが、同月27日未明に福岡市南区井尻の自宅で体調不良を訴えて福岡市内の病院に入院、同日午後2時55分、心筋梗塞・心不全のため死去。107歳没。新老人の会の活動などで親交のあった日野原重明聖路加国際病院理事長は、「本当に残念だ。歴史に残る、素晴らしい生涯だったと思う。」などと述べ、その死を惜しんだ。

## テレビ出演
その精力的な活動が地元福岡はもちろんのこと、他の地域でもマスコミに積極的に取り上げられるようになる。
NHK『百歳バンザイ!』では、2007年（平成19年）3月10日（当時100歳）の放送で紹介された。2008年9月15日放送の敬老の日に放送された「スペシャル・人生はチャレンジだ!」の収録日は、ドイツ・ベルリン大学で講演を行った直後のことだったため、テレビ電話での参加となったが、その精力的な活動は東京のスタジオに集まった出演者たちを驚かせた。
2009年（平成21年）5月3日放送『生命の謎を探る旅スペシャル”ここまでわかった!長生きの秘密と真実”』（日本テレビ、製作著作：中京テレビ）でスーパー老人として紹介された。長生きの秘訣を「小食」と語り、「一口で30回噛む」を実践している。

## 著書
- 『Parent and Child Toymaking Class』三才児教育学会、2003年
- 『曻地式手作りおもちゃ・親子愛情教室』三才児教育学会、2003年
- 『禍を転じ福と為す』西日本新聞社、2004年
- 『ただいま100歳』致知出版社、2005年
- 『100歳先生の「生きる力」を伝える幼児教育』生活人新書、2006年
- 『102歳児』山本KATI出版、2008年
- 『炎の百五歳児』山本KATI出版、2011年
- 『106歳を越えて、私がいま伝えたいこと』こう書房、2012年、ISBN 978-4-7696-1077-9

## 論文
- 「吃音児の心理」 『応用心理』 第2巻 4号 1932
- 「児童の家庭職業意識の調査」 『応用心理研究』 第1巻 3号 1933
- 「修身科及び国語科の学習心理学的研究」 大阪府教育会 1933
- 「基本的欲求とその検査法」 『古賀先生還暦記念心理学論文集』 広島文理科大学心理学教室 1952
- 「歯牙年齢と身体及び精神発達の相関的研究」 『九州神経精神医学』 1953
- 「劣等感の心理」 『現代教育心理学大系 11. 適応理論』 中山書店 1957
- 「脳性小児マヒ児の知能発達についての逐年的研究」 『福岡学芸大学研究紀要』 1959
- 「脳性小児マヒ児の障害重積深化過程についての研究」 『福岡学芸大学研究紀要』 1962
- 「Non-directive group play therapy の治療過程についての研究」 『福岡学芸大学研究紀要』 1965
- 「在宅障害児の社会病理学的研究」 『中村学園大学研究紀要』 1971
- 「しいのみ学園の40年」 『社会福祉研究』 1970
- 「幼児用ブロック・フィリング知能検査の標準化について」 『中村学園大学研究紀要』 1975

## 参考
- 大泉溥 編 編『日本心理学者事典』クレス出版、2003年、560頁。ISBN 4-87733-171-9。